# Joseph Morewood Staniforth
Joseph Morewood Staniforth, né en 1863 à Gloucester et mort le 21 décembre 1921 à Cardiff, est un dessinateur gallois connu pour ses dessins éditoriaux publiés dans le Western Mail, l'Evening Express et l'hebdomadaire News of the World. Staniforth est décrit comme « […] le plus important des dessinateurs éditorialistes à propos des affaires galloises à avoir travaillé dans le pays »,.

## Biographie
Né à Cardiff, Staniforth exerce d'abord en tant qu'imprimeur de lithographies avant de devenir un critique d'art. Il commence à publier ses dessins en 1889 principalement dans le Western Mail. Ses dessins couvrent les évènements sociaux et politiques du pays Galles de 1890 à la Première Guerre mondiale. Bien qu'une ligne éditoriale lui soit imposée, Staniforth se sent proche des idées du mouvement travailliste libéral — Liberal-Labour — et oriente sa critique envers les propriétaires capitalistes des mines et l'Union socialiste. En 1911, il est commissionné par  David Lloyd George, à l'époque le Chancelier de l'Échiquier, de produire un dessin en commémoration de l'investiture du Prince Édouard au titre de Prince de Galles au château de Caernarfon le 13 juillet 1911. Le dessin, réalisé au crayon et à l'aquarelle, n'est pas publié car Lloyd George le garde chez lui. Staniforth meurt en 1921 à l'âge de 58 ans.

## Dame Wales
L'une des plus célèbres créations de Staniforth est Dame Wales ou Mam Cymru, une femme d'âge moyen vêtue du costume national et d'un chapeau gallois, qui représente le pays de Galles de la même manière que d'autres dessinateurs utilisent Britannia pour symboliser la Grande-Bretagne ou l'Empire britannique. Dans ses dessins, Staniforth considère Dame Wales comme la voix de la raison et elle est souvent représentée en train de décourager les Anglais de prendre des décisions qui seraient dommageables au pays. Lorsqu'un légende est nécessaire à son dessin, les propos de Dame Wales sont souvent écrits dans la langue vernaculaire du peuple de la South Wales Valleys en opposition au langage soutenu utilisé par les personnes éduquées de la classe dirigeante à qui elle s'oppose. De nombreux dessinateurs ont repris depuis la figure de Dame Wales en gardant les mêmes caractéristiques.

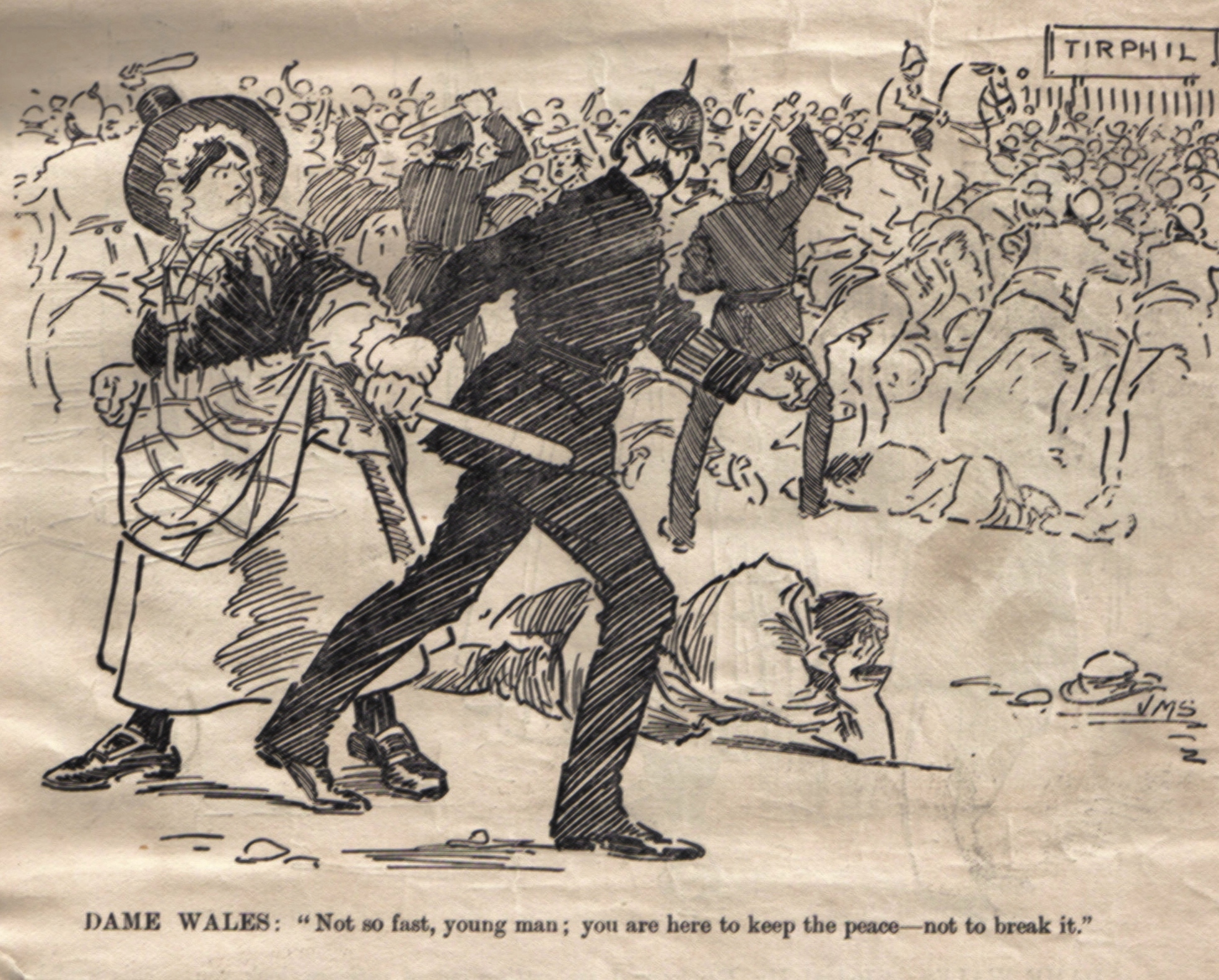
Confrontation entre la police et les mineurs gréviste lors d'une émeute, 1898
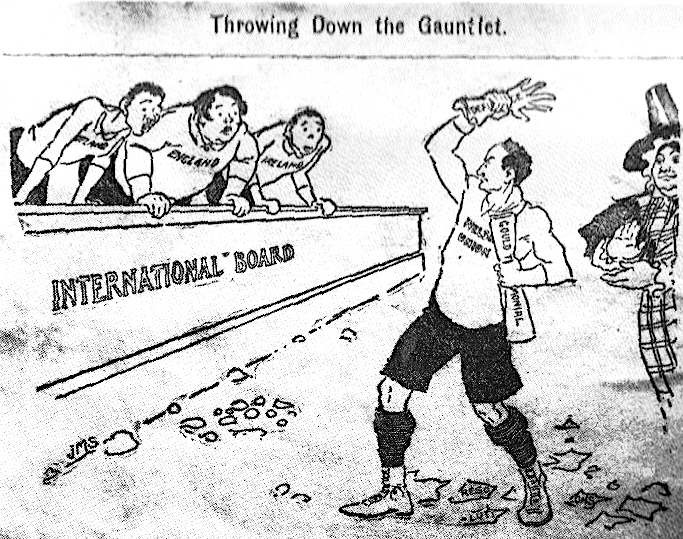
Caricature représentant de droite à gauche les protagonistes de l'affaire Gould : le peuple gallois, les fédérations nationales membres de l'IRFB (Galles, Irlande, Angleterre, Écosse). La WFU jette un gant aux autres unions, applaudie par le peuple gallois, 1897